# Bruno Ribeiro
Bruno Miguel Fernandes Ribeiro (Setúbal, Portugal, 22 de octubre de 1975), futbolista portugués. Jugó de volante y su actualmente es el técnico del equipo de Ludogorets Razgrad.

## Clubes
| Club             | País       | Año       |
| ---------------- | ---------- | --------- |
| Vitória Setúbal  | Portugal   | 1993-1997 |
| Leeds United     | Inglaterra | 1997-1999 |
| Sheffield United | Inglaterra | 1999-2001 |
| Uniao Leiria     | Portugal   | 2001      |
| SC Beira Mar     | Portugal   | 2001-2002 |
| CD Santa Clara   | Portugal   | 2002-2003 |
| Vitória Setúbal  | Portugal   | 2003-2009 |
| GD Chaves        | Portugal   | 2009      |
| Vitória Setúbal  | Portugal   | 2009-2010 |